# Prasocuris suffriani
Prasocuris suffriani es una especie de insecto coleóptero de la familia Chrysomelidae.
Fue descrita científicamente en 1852 por Küster.